# 新聖安東尼奧 (馬托格羅索州)
新圣安东尼奥是巴西马托格罗索州的一个市镇。总面积4368.459平方公里，总人口2111人，人口密度0.5人/平方公里。